# Лукаш, Ян (богослов)
Ян Лукаш Пражский (чеш. Jan Lukáš; 1458, Прага, Королевство Богемия, Священная Римская империя — 11 декабря 1528, Старе-Болеслав, Королевство Богемия, Священная Римская империя) — чешский богослов и учёный, старейшина общины чешских братьев.

## Биография
В 1481 году окончил Пражский университет. Присоединился к общине чешских братьев. В
1491 вместе с тремя другими братьями новой общины Unitas fratrum (братское единение), отправился в путешествие, с целью найти другие христианские общины, которые бы жили согласно с истинными «апостольскими» заповедями. Ян Лукаш посетил Константинополь, побывал на Балканах, но вернулся на родину разочарованным.
Лукаш Пражский был одним из главных лидеров раннего Unitas fratrum (братского единения). В 1494 году Ян Лукаш сыграл большую роль в восстановлении гармонических отношений в общине братского единения. Был избран во Внутренний совет, ведущий орган общины.
Следующие три десятилетия, Лукаш Пражский был самым влиятельным теологом Unitas fratrum. Современники называли его «Архитектором» теологии Unitas Fratrum XVI века.
В 1498 году он отправился в следующую поездку, на этот раз в Италию и был впечатлён богатством церквей, которые
увидел в Риме. В 1500 году стал епископом Unitas fratrum (братского единения).
Административный центр Unitas fratrum в то время находился в Млада Болеславе, где проживали Лукаш Пражский и другие лидеры общины . Он написал катехизис для детей в 1501 или 1502 годах. Автор нескольких религиозных гимнов и
ряда других сочинений, которых насчитывают более 80.
В 1518 году он был избран старейшиной руководящего органа Unitas fratrum — Внутреннего совета.
Когда Мартин Лютер стал активно участвовать в религиозной жизни Германии, Лукаш Пражский переписывался с молодым реформатором. Учение, которое Лукаш Пражский установил для чешских братьев, однако, не во всём соответствовало идеям Лютера и было неприемливым, поэтому он горячо оберегал его от лютеранского влияния.
Переписка между Лукашем Пражским и Лютером закончились в 1524 году.
Лукаш Пражский умер 11 декабря 1528 года в Старе-Болеславе.